# Code of the Outlaw
Code of the Outlaw è un film del 1942 diretto da John English.
È un film western statunitense con Tom Tyler, Bob Steele e Rufe Davis. Fa parte della serie di 51 film western dei Three Mesquiteers, basati sui racconti di William Colt MacDonald e realizzati tra il 1936 e il 1943.

## Produzione
Il film, diretto da John English su una sceneggiatura di Barry Shipman con il soggetto basato sui personaggi creati da William Colt MacDonald, fu prodotto da Louis Gray per la Republic Pictures e girato nell'Iverson Ranch a Chatsworth, ad Agoura e nei Republic Studios a Los Angeles, in California nel dicembre del 1941. Il titolo di lavorazione fu Riders of the Sunset Trail. Il brano della colonna sonora Rootin' Tootin' Terror of the West fu composto da Hy Heath (parole e musica).

## Distribuzione
Il film fu distribuito negli Stati Uniti dal 30 gennaio 1942 al cinema dalla Republic Pictures. È stato distribuito anche in Brasile con il titolo O Código do Cangaceiro.

## Promozione
La tagline è: "They fight to ride... and ride to FIGHT!".